# آموزشگاه فدرال دانش و فناوری باهیا
آموزشگاه فدرال دانش و فناوری باهیا IFBA یک مرکز آموزشی در ایالت باهیا در برزیل است. این آموزشگاه در سال ۱۹۱۰ میلادی افتتاح گردید.